# Kupongobligation
Kupongobligation innebär en obligation där räntan utfaller löpande, till exempel halvårsvis eller helårsvis. Uttrycket kommer av att värdepapper förr i tiden var försedda med en kupong som revs av när räntan betalats. Härav uttrycket "klippa kuponger".
Kupongobligationer har en viss löptid (den tiden som obligationen gäller, löper), ett nominellt värde (obligationens värde på inlösningsdagen, beloppet som då betalas ut) samt en kupongränta (fasta räntan under hela löptiden).
Motsatsen till kupongobligation är en nollkupongare, där räntan istället är inbyggd i priset genom att obligationen säljs till underkurs.
Exempel på kupongobligationer är obligationer utgivna av svenska bostadsfinansieringsinstitut (SBAB, Stadshypotek, SEB Bolån m.fl.) och svenska statens statsobligationer.